# Said Felício Ferreira
Said Felício Ferreira (Dois Córregos, 10 de novembro de 1933 – São Paulo, 4 de julho de 2010) foi um médico e político brasileiro.

## Biografia
Paulista de nascimento, Said formou-se em medicina na Universidade Federal do Paraná, em Curitiba. Militante político ativo, ainda universitário fundou um centro de debates científicos e culturais e foi diretor da Fundação Casa do Estudante de Curitiba. Depois de formado, trabalhou por anos em Atalaia e, na década de 1960, em Maringá, onde se candidatou aos cargos de vereador e prefeito, sem sucesso.
Em nova candidatura ao posto de prefeito de Maringá, foi eleito em 1982 e administrou a cidade entre 1983 e 1988, e de 1993 a 1996. Entre os mandatos de prefeito, ocupou uma vaga de deputado estadual na Assembleia Legislativa do Paraná, entre 1991 e 1992.
Também foi presidente da Sociedade Médica de Maringá, criou a Escola de Atendente de Enfermagem Carlos Chagas, fundou o Hospital e Maternidade São Marcos, em Maringá, a Maternidade Curitiba e ajudou a implantar os cursos de Medicina e Odontologia na Universidade Estadual de Maringá (UEM) e depois ampliou o Hospital Universitário da UEM.